# Integrált könyvtári rendszer
Az integrált könyvtári rendszer (IKR) olyan alkalmazói szoftverek illetve szoftvercsomagok összessége, amelyek a könyvtári munkafolyamatok automatizálására, gépesítésére hivatottak. Az integrált jelző arra utal, hogy az IKR moduláris szerkezetű (a fő modulok: OPAC, katalogizáló, kölcsönző, periodika, állománygyarapodási, adminisztrációs és statisztikai modulok) és az egyik modulban felvett adatokat a másik modulban is fel lehet használni.

## Története
Az IKR első kezdeményezései az 1960-as – 1970-es években jelentek meg, elsősorban az amerikai nagy egyetemi campusokon. Az első igazi, több modullal rendelkező könyvtári rendszerekkel a hetvenes évek végén, a nyolcvanas években találkozhatunk: eredetileg banki rendszereket alakítottak át könyvtári alkalmazói szoftverekké.
Az 1980-as évek végére – 1990-es évek elejére megjelent az IKR harmadik generációja is. Megjelentek a könnyen menedzselhető és kisméretű, általában valamilyen unixos operációs rendszerrel és kereskedelmi forgalomban kapható adatbázis kezelővel felszerelt szerverek, a személyi számítógépek. Jellemző lett a hálózati munka: a katalogizálók számára lehetővé tették, hogy más könyvtárak OPAC-jaiból, központi adatbázisokból rekordokat vehessenek át.
A 21. századra megjelentek a negyedik generációs könyvtári szoftverek. Megjelent a kliens/szerver architektúra, a Z39.50 protokoll alkalmazása, a MARC egyértelmű használata. A legfontosabb újdonság, hogy most már nem annyira a könyvtári munkafolyamatok automatizálásán volt a hangsúly, hanem a komplex tartalom- és információ szolgáltatáson. Az IKR ma már egy olyan informatikai eszköz a könyvtáros kezében, amelynek segítségével a legkülönfélébb információ forrásokat és dokumentumokat fel tudja dolgozni és egyben elérhetővé is teheti azok digitális verzióját.

## Jellemzői
Az integrált könyvtári rendszerrel szemben támasztott legáltalánosabb követelmény az, hogy alkalmas legyen a könyvtári munkafolyamatok lehető legteljesebb automatizálására, amit úgy kell megoldani, hogy az egyes modulokban bevitt adatok a másik modulban is felhasználhatók legyenek. Ezt a kettős funkciót alapvetően az úgynevezett „mag” adatbázis, s az azt biztosító adatbáziskezelő szolgáltatja. Az integrált könyvtári rendszerek adatbázis kezelője általában relációs adatbáziskezelő szoftverek (az Oracle Libraries, Corvina, Amicus rendszere esetében a Oracle RDBMS; a Horizon esetében a Sybase illetve a Microsoft SQL Server). Más esetben a könyvtári rendszert fejlesztő cég saját fejlesztéséről van szó.

## Modulok
A különböző integrált rendszerek különböző számú modulokból állhatnak. A következő modulok a legtöbb integrált rendszerben megtalálhatóak.

### OPAC

#### Belső OPAC
Az integrált könyvtári rendszerekben a feldolgozott dokumentumok visszakeresését általában az egész rendszer alapját képező relációs adatbáziskezelő felhasználói (olvasói) interfésze biztosítja. Ez az úgynevezett OPAC (On-line Public Access Catalogue) modul. Kettős funkciójú felületről van szó. Az olvasók egyrészt bibliográfiai adatok visszakeresésére (valamelyik metaadat illetve a tematikus feltárás szempontjából), másrészt a bibliográfiai rekordokhoz tartozó példányokkal kapcsolatos információk (kölcsönözhetőség, periodikák érkeztetése stb.) használják.
Az OPAC modullal szembeni egyik legalapvetőbb követelmény az, hogy biztosítania kell a különböző szintű helpek általános elérési lehetőségét. Ezzel párhuzamosan biztosítania kell a haladó és kezdő (egyszerű) visszakeresés kettősségét is.
Az OPAC modulban nem csak a monográfiák adatai kereshetők vissza, hanem egyéb, speciális dokumentumok adatai is. Ezek (pl. régi könyvek, speciális gyűjtemények rekordjai, számítógépes fájlok, CD-ROM-ok, Internet források stb.) sajátosságából következik, hogy olyan mezőket és almezőket is használunk a bibliográfiai leírásnál, amelyek tartalmának visszakereshetősége nélkül erről az állományról csak töredékes információkat kaphatunk.
Annak ellenére, hogy a különböző fejlesztők különböző felületeket alakítottak ki, ezek többé-kevésbé azonosak: a felhasználói igények minden egyes esetben ugyanazok. Ennek megfelelően a kereső felület a következő lehetőségekkel rendelkezik (rendelkezhet): kulcsszavas és böngésző keresés az indexekben, parancsnyelvű keresés; találati halmazok szűkítése és bővítése; találati halmazok megjelenítése a képernyőn; találati halmazok mentése.
A találati halmaz megjelenítésének legfontosabb elve az, hogy legyen lehetséges több megjelenítési szint (formátum) a könyvtári állományok rekordjainak megjelenítésére. Ezek a következők:
- rövid formátum – listázásra, tájékozódásra;
- normál formátum – a felhasználók számára a klasszikus katalóguscédula formátumú megjelenítésre;
- teljes formátum – speciális mezők megjelenítéséhez;
- MARC formátum – a könyvtárosok belső használatára;
- státusz megjelenítése – az adott példányok kölcsönzési, hozzáférhetőségi státuszának a kiíratása (a példányinformációk kezelésétől függ, hogy a rendszer mely pontjain jeleníthetik meg a felhasználók);
- cédula formátum.

#### WebOPAC
Az OPAC (azaz a lokálisan használt számítógépes katalógus) modul mellett általában találunk olyan felületet, amely a távoli felhasználók (a számítógépes hálózaton keresztül bejelentkezők) számára nyújt lehetőséget a katalógus használatához. Ez a felület, a WebOPAC legtöbbször az OPAC modulnál sokkal egyszerűbb, WebPAC azaz HTML leíró nyelvi eszközökkel definiált grafikus felület.

### Katalogizálás
Lényegében a katalogizáló modul a lelke az egész integrált könyvtári rendszernek: a bibliográfiai adatokat – amelyekhez az összes többi modulban bevitt adatok kapcsolódnak – ebben a modulban visszük be.
A katalogizáló modul három fő területet foglal magába: a bibliográfiai adatok bevitele, az egységesített rekordok kezelése, az egyes leírásokhoz kapcsolódó tartalmi feltárás elkészítése.
A katalogizálás teljes folyamán a rendszernek minden mezőt elérhetővé kell tennie, módosításokat azonban csak a jogosult személy által szabad engedélyeznie. Azaz bárki megnézhet bármilyen, a bibliográfiai rekordhoz kapcsolódó adatot, de azok teljes körű változtatása csak egyesek számára engedélyezett.
A könyv (egykötetes művek, monografikus felvétel) adatbeviteli űrlapjai minimálisan a következő mezőket tartalmazzák:
- Főcím
- Párhuzamos cím
- Alcím
- Párhuzamos alcím
- Szerző(k)
- Megjelenési hely
- Kiadó
- Felelős kiadó
- Megjelenési év
- Terjedelem
- Sorozatcím
- Párhuzamos sorozatcím
- Sorozatszerző
- A sorozat ISSN-je
- Sorozatszám
- Megjegyzések
- ISBN
- Tárgyszó

### Kölcsönzés
A legelterjedtebb dokumentumszolgáltatási forma a kölcsönzés. Az integrált könyvtári rendszer kölcsönzési moduljára alapuló gépi kölcsönzés csak akkor indítható el, ha a számítógépes katalógusban a kölcsönzésben részt vevő dokumentumoknak már legalább a 65-70%-át feldolgoztuk. Egyike a legösszetettebb moduloknak, jóllehet a vele végzett munka látszólag egyszerű és gyors. Az előkészítés, a modul konfigurációjának beállítása azonban meglehetősen bonyolult.
Az integrált gép rendszerek forgalmazási alrendszere megoldja a több szempontú visszakereshetőséget: a dokumentum példányazonosító számához kapcsolható az olvasó azonosító száma, továbbá a kölcsönzés dátuma, és így egyszeri rögzítéssel egyazon rendszerből állapítható meg mind a dokumentum holléte (példánystátus), mind egy-egy felhasználó „adóssága”, sőt a lejárat dátuma is. Minden vonalkóddal rendelkező példány kölcsönözhető. A példányok (az olvasókhoz hasonlóan) különböző típusokba oszthatók. Külön típusba kerülhetnek például a könyvek, a hangzó és a különböző média anyagok, a különgyűjteményi könyvek, a periodikák. Minden egyes példánytípus kódot kap és más-más kölcsönzési periódushoz köthető.
A legtöbb integrált könyvtári rendszer kölcsönzés modulja a következő tranzakciótípusokat tartalmazza:
- Kölcsönzés
- Hosszabbítás
- Visszavétel
- Előjegyzés
- Visszahívás
- Fenntartás

### Periodika
Az egyes könyvtárakban eltérő módon ítélik meg, hogy mit dolgoznak fel periodikaként és mit dolgoznak fel a monográfiák között, sorozatként. A folyóirat modulnak lényegében felkészültnek kell lennie nem csak e két típus feldolgozására, hanem a bármilyen periodicitású időszaki kiadványok feldolgozására is. A folyóirat modul általánosságban képes a periodikákkal kapcsolatos bármilyen könyvtári munkafolyamat elvégzésére: szállítók és számlázás kezelése, bibliográfiai adatok felvétele, a periodicitással kapcsolatos különféle adatok felvételére, a periodikák érkeztetésére és archiválására.

### Beszerzés
A beszerzési modul az integrált rendszerek egyik legösszetettebb modulja: a kölcsönzői modulhoz hasonlóan alapos előkészítést igényel rendszerbe állítása. Kapcsolatban van a legtöbb modullal. A beszerzési modulban bevitt adatok közvetlen kapcsolatban vannak a katalogizálási és folyóirat érkeztetési modulban bevitt adatokkal.

#### Kiválasztás
A kiválasztás elsődleges szempontja a dokumentum tartalma, annak forrásértéke. Ez az érték azonban nem általánosítható, csak elméletben kategorizálhatók a dokumentumok az általuk hordozott információ alapján elsődleges (primer) és másodlagos (szekunder) értékűekre, de a gyakorlatban ez az érték mindig valamihez viszonyítva jelentkezik.
Szerepet játszhat a kiválasztásban a dokumentum könyvészeti értéke is. Nemcsak azért, mivel a nemzeti és egyetemes kulturális örökség megőrzése elsődleges közgyűjteményi kötelezettség, hanem a könyvészeti érték mind létében, mind megjelenési formájában egyben információt is hordoz a kutatás és művelődés számára egyaránt. A muzeális értéket képviseli könyvtári dokumentumok az alábbi kategóriákba sorolhatók:
- középkori kódexek és nyelvemlékek, valamint egyéb középkori kézirat;
- az 1600 előtt megjelent valamennyi nyomtatvány;
- az 1711 előtt Magyarországon megjelent nyomtatványok;
- az 1800 előtt külföldön megjelent magyar nyelvű vagy magyar szerzőtől származó, vagy egyébként magyar nyelvű nyomtatványok;
- a megjelenés időpontjától függetlenül az unikumok és egyéb könyvritkaságok, továbbá a művészi értékű kötések, előállításuk körülményeire vagy tulajdonosaikra tekintettel muzeális értékűnek minősülő dokumentumok;
- történeti (különösen történettudományi, irodalom-, művészet-, tudománytörténet- vagy nyomdászattörténeti) szempontból jelentő dokumentumok;
- olyan – nem levéltár jellegű – kéziratok, amelyek régiségüknél vagy írójuk kimagasló jelentőségénél fogva, illetve a kézirat kiállítása miatt vagy keletkezésük körülményeire, illetőleg a tulajdonosaikra tekintettel muzeális értékűek.

Szervezési szempontból a beszerzendő dokumentumok kiválasztására többféle megoldás kínálkozik: legelterjedtebb gyakorlat az általános gyűjtőkörű (nemzeti könyvtár, lakóhelyi, iskolai és sokszor tudományegyetemi) könyvtárakban a gyarapítási (más néven szerzeményezési) részleg munkatársai között megosztott előválogatás. Ebben a formában a megosztás szempontja lehet nyelvterületek, dokumentum-, illetve kiadványtípusok szerinti, esetleg a kiválasztási segédletek csoportjaira alapozott.
A kiválasztás forrásai lehetnek:
- nemzeti bibliográfiák;
- szakbibliográfiák;
- kiadói jegyzékek, katalógusok;
- kereskedelmi jegyzékek, katalógusok;
- aukciós katalógusok, antikvár könyvészetek;
- könyvtári katalógusok, gyarapodási jegyzékek, központi lelőhely-nyilvántartások;
- szak- és szépirodalmi folyóiratok;
- személyes piackutatás;
- olvasói javaslatok.

#### Előszerzeményezés
A beszerzés eldöntésére csak a gyűjteménnyel való egybevetés után kerülhet sor. Ezt a munkafolyamatot hasonlításnak nevezzük. A hasonlítás több szempontú vizsgálódásra vonatkozik:
- megvan-e a dokumentum már a gyűjteményben, ha igen, hány példányban és milyen állapúakban;
- megvan-e a dokumentumnak másik kiadása, annak mik a jellemzői;
- a témával kapcsolatban a könyvtár milyen irodalommal rendelkezik.

A hasonlítási eredmények összességének ismerete fontos adalékokat szolgáltat a beszerzési döntéshez, ami az előszerzeményezés befejező mozzanata.

#### Rendelés
A rendelés munkafolyamata tágabb, átvitt értelemben használatos. A végleges deziderátumok (a feldolgozás alatt lévő dokumentumok belső nyilvántartásai) teljes körének beszerzési módtól függetlenül gyarapítási kezdeményezését foglalja magába.
A hagyományos formában összeállított és továbbított rendelések szerepét a kereskedelemben egyre inkább felváltja a könyvtárak és a kereskedelmi szervek elektronikus kapcsolata (teleordering).

#### Érkeztetés
A beérkező dokumentumok fogadása többségében adminisztratív feladatot jelent, amelyek eredményeként indítható el az új gyarapodás a könyvtári munkafolyamat menetében, és a folyamat végén az állomány feltárt részeként épülhet be a szolgáltatások körébe. Az érkeztetés adminisztrációjának pontos elvégzése meghatározó jelentőségű az állomány mindenkori állapota, teljessége szempontjából:
- a szállítmány és a kísérőjegyzés egybevetése, eltérés esetén reklamálás;
- a szállítmány és a megrendelés egybevetése, a rendeléshez képest mutatkozó hiányok okának kiderítése, az esetleges fölöslegek visszaküldése;
- a beérkezett példányok állapotának, hiánytalanságának, épségének megállapítása, a hibás példányok cseréje.

A beérkezés tényét a belső nyilvántartásokban is tükrözni kell. Ennek eszköze az új beszerzések belső nyilvántartása, melyet nóvumnyilvántartásnak is neveznek.
Ebben a szakaszban a beszerzett dokumentumhoz csatlakozik egy kísérőlap (dokumentumkísérő). Ennek induló adatai az azonosításhoz szükséges ismérve (szerző, cím, kötetszám) mellett a beszerzés módjáról, forrásáról, a dokumentum áráról vagy becsértékéről tájékoztatnak.

#### Nyilvántartásba vétel
A gyarapítás munkamenetének befejező mozzanata a nyilvántartásba vétel. Az állomány-nyilvántartás a könyvtári vagyon okmány értékű bizonylata, ezért valamennyi, tartós megőrzésre a gyűjteménybe kerülő dokumentumot tartalmaznia kell.
A nyilvántartásra vonatkozó jogszabályok csak a kötelezően feltüntetendő adatokat határozzák meg: nyilvántartási szám, keltezés, jelzet, a dokumentum azonosító adatai rövidített formában, a beszerzés módja és forrása, az ár vagy a becsérték.
A nyilvántartás leghagyományosabb formája a számozott lapokból álló, előzetesen hitelesített ún. leltárkönyv. Ez a forma biztosítja legmegbízhatóbban a nyilvántartási adatok teljességét, változtathatatlanságát és megőrizhetőségét.

#### Jelentések, beszámolók
Bizonyos integrált rendszerekben beszerzési modul részét képezi. A programnak biztosítani kell a bibliográfiai és költségvetési rekordok mezőire alapuló, report generátorral történő visszakeresést, válogatást, kinyomtatást. Fontos, hogy a jelentés a felhasználó által meghatározott cím alatt legyen kinyomtatható automatikus lapszámozással és dátumozással.

#### Rendszeradminisztráció
Az integrált könyvtári rendszer egészének konfigurálásával, illetve az egyes munkafolyamatokat segítő modulok paramétereinek megadásával kapcsolatos definíciók és változtatások megadására a rendszerek általában egy külön modult vagy felhasználói felületet biztosítanak.
Ezen keresztül adhatjuk meg az olyan általános információkat, mint a felhasználáshoz fűződő különféle jogosultságok, a nyomtatók beállítása, a hálózati sajátosságokkal kapcsolatos paraméterek stb. A rendszer általános adminisztrációja azonban nem ebben a modulban történik. Az általános rendszeradminisztráció rendszergazdai feladat, s alapvetően nem is tér el az általános rendszergazdai feladatoktól. Ilyen feladat például a jelszavak biztonságos használatáról való gondoskodás.
A rendszer installálása után sok feladat adódik a helyi sajátosságoknak való megfeleltetésből. Ilyen lehet például a könyvtár logójának, a nyitvatartás megjelenítésének a beállítása, a megjelenítési formák finomítása a helyileg feldolgozott speciális dokumentumtípusoknak megfelelően, a lelőhelyek kódjai feloldásának megadása.
Az egyik legfontosabb rendszergazdai feladat a mentések elvégzése. A könyvtári rendszerek szükséges velejárója a mentést végző scriptek leszállítása. ezek azonban a helyi hardver és hálózati viszonyoknak megfelelően konfigurálni kell. Ajánlott megoldás a szerver olyan tárolójára való mentés, amely az adatbázist tartalmazó tárolótól független. Ez azonban csak ideiglenes mentés lehet. Biztosítani kell az így elmentett anyagok.
A rendszergazda napi feladatai közé tartozhat az új felhasználók felvétele. Az új felhasználó felvétele többlépcsős folyamat. Első lépésként operációs rendszer szinten vesszük fel. Második lépésként az adatbáziskezelő felé is regisztrálnunk kell a felhasználót. Végül az adott modulhoz tartozó rendszeradminisztrációs részben is fel kell vennünk a megfelelő jogosultságok kitöltésével.
A rendszeradminisztrációs modul természetesen sokféle feladat beállítására alkalmas lehet. Az egyes modulok állandó értékeit és paramétereit itt adhatjuk meg, kezdve a felhasználói jogosultságoktól egészen a lelőhelyek, példánytípusok megadásáig. A modult csak rendszergazdai vagy rendszer könyvtárosi jogosultsággal lehet használni.

## Magyarországon (is) használt integrált könyvtári rendszerek
- Aleph
- Alma
- Amicus
- Corvina
- Evergreen
- George
- Horizon
- HunTéka
- Koha
- Liberty
- LibMate
- LinLib/WinLib
- NanLIB
- OLIB
- Sierra
- SZIKLA
- Szirén
- SR-Lib/S-Lib Archiválva 2020. december 30-i dátummal a Wayback Machine-ben
- TextLib
- TinLib

## Open source (nyílt forráskódú) / ingyenes rendszerek
- BiblioteQ
- CodeAchi
- Evergreen
- FOLIO
- InvenioILS
- Koha
- LIBRARIAN
- Librarika (2000 rekordig ingyenes)
- NewGenLib
- OPALS
- OpenBiblio
- PMB
- SLIMS
- TinyCat (személyes használatra ingyenes)

## Nemzetközi piaci körkép
- AbsysNet
- aDIS / BMS
- Allegro-C
- Alto Archiválva 2021. március 7-i dátummal a Wayback Machine-ben
- Apollo
- Artemis
- Atriuum
- BIBDIA Archiválva 2021. március 6-i dátummal a Wayback Machine-ben
- Bibliovation
- Book-It
- CARL
- Cicero
- COBISS3
- Destiny
- Evolve
- FOLIO
- GeniePlus
- KLAS
- KnowAll Matrix
- Kuali OLE
- Libero
- LiBRARYSOFT
- Library.Solution
- LibraryWorld
- Mandarin M5
- Metelwin
- Mikromarc
- Millennium
- OliSuite Archiválva 2020. szeptember 19-i dátummal a Wayback Machine-ben
- Oliver
- Philos
- Polaris
- Quria
- Ruslan Neo
- Simple Little Library System
- SophiA
- Soutron
- Spark
- Spydus
- SydneyEnterprise
- Symphony
- Surpass
- TIND
- VERSO[halott link]
- Virtua
- Voyager
- V-Smart
- WikiLibrary
- Wise
- WMS (World Share Management)

## Külső hivatkozás
- Integrált könyvtári rendszer